# س. دارنيل جونز الثاني
س. دارنيل جونز الثاني (بالإنجليزية: C. Darnell Jones II)‏ هو قاضي ومحامي أمريكي، ولد في 1949 في كلارمور في الولايات المتحدة.